# Бондоровщина
Бондоровщина (бел. Бондараўшчына) — хутор в Браславском районе Витебской области Беларуси. Входит в состав Тетерковского сельсовета.

## География
Хутор находится в западной части Витебской области, на южном берегу озера Укля, на расстоянии приблизительно 16 километров (по прямой) к юго-востоку от города Браслав, административного центра района. Абсолютная высота — 142 метра над уровнем моря. Площадь населённого пункта — 0,0582 км².

## История
По состоянию на 1905 год, в фольварке Бондоровщина проживал 21 человек (11 мужчин и 10 женщин). В административном отношении входил в состав Перебродской волости Дисненского уезда Виленской губернии.
В 1921 году входил в состав гмины Пшебродзе Дисенского повета Виленского воеводства Второй Польской республики. Числилось 30 жителей (18 мужчин и 12 женщин), проживавших в 3 домах. В этническом составе населения того периода белорусы составляли 63,3 %, поляки — 36,7 %. В конфессиональном составе населения преобладали католики (100 %).

## Население
По данным переписи 2019 года, постоянное население в Бондоровщине отсутствовало.
| Год  | Население, человек |
| ---- | ------------------ |
| 1905 | 21                 |
| 1921 | ↗ 30               |
| 2009 | ↘ 0                |
| 2019 | → 0                |